# Mark Buehrle
Mark Alan Buehrle (/ˈbɜrli/; nascido em 23 de março de 1979) é um ex-jogador profissional de beisebol que atuou como arremessador. Começou sua carreira na Major League Baseball (MLB) com o Chicago White Sox e foi titular no jogo de abertura de 2002 até 2006 e novamente de 2008 até 2011. Também arremessou pelo Miami Marlins e Toronto Blue Jays. Buehrle arremessou 200 entradas em 14 temporadas consecutivas (2001–2014), empatando com os membros do Hall of Fame Greg Maddux, Phil Niekro e  Christy Mathewson. Conseguiu ao menos 10 vitórias em 15 temporadas consecutivas.
Buehrle arremesou um no-hitter contra o Texas Rangers em 18 de abril de 2007, sofrendo apenas um walk para Sammy Sosa que então foi eliminado por pick off na primeira base. Duas temporadas depois, Buehrle arremessou o décimo oitavo jogo perfeito na história do beisebol contra o Tampa Bay Rays em 23 de julho de 2009.
Na história da franquia dos White Sox, Buehrle está em quinto de todos os tempos em strikeouts, sexto em partidas iniciadas e oitavo em entradas arremessadas.
A camisa número 56 de Buehrle foi aposentada pelo Chicago White Sox em 24 de junho de 2017.

## Jogo perfeito
Em 23 de julho de 2009, Buehrle jogando pelo Chicago White Sox arremessou um jogo perfeito, eliminando  todos os 27 rebatedores do Tampa Bay Rays. A partida aconteceu no U.S. Cellular Field em Chicago em frente à 28.036 fãs. O jogo durou 2 horas e 3 minutos, das 13:07 até 15:10 h.
Foi o décimo oitavo jogo perfeito e 263º no-hitter na história da MLB, segundo jogo perfeito e 17º no -hitter na história do White Sox. A ocasião prévia em que um arremessador do White Sox arremessou um jogo perfeito foi em 30 de abril de 1922 quando Charlie Robertson arremessou um perfecto contra o Detroit Tigers no Navin Field (posteriormente conhecido como Tiger Stadium).